# Przypadek Harolda Cricka
Przypadek Harolda Cricka – amerykańska tragikomedia filmowa z 2006 roku.

## Obsada
- Will Ferrell – Harold Crick
- Maggie Gyllenhaal – Ana Pascal
- Dustin Hoffman – Profesor Jules Hilbert
- Queen Latifah – Penny Escher
- Emma Thompson – Karen Eiffel
- Linda Hunt − Dr Mittag-Leffler

i inni

## Opis fabuły
Harold Crick jest poborcą podatkowym, prowadzącym nudny, rutynowy tryb życia. Nagle pewnego dnia słyszy kobiecy głos, który komentuje wszystkie czynności Harolda. Początkowo podejrzewa, że zwariował, odkrywa jednak, że głos należy do Karen Eiffel, pisarki, a on jest bohaterem nowej powieści jej autorstwa. Pisarka chce w niej uśmiercić Harolda Cricka. Jemu to jednak nie odpowiada.